# Сент-Клер, Карл Рэй
Карл Рэй Сент-Клер (англ. Carl Ray St.Clair; род. 5 июня 1952, Hochheim, Техас) — американский дирижёр.
Учился в Техасском университете, занимался также в Тэнглвудском музыкальном центре у Леонарда Бернстайна, замещал за пультом своего наставника. В 1985—1992 годах руководил симфоническим оркестром города Энн-Арбор, с 1986 года — одновременно дирижёр-ассистент Бостонского симфонического оркестра. В 1990 году удостоен Премии Сивера.
С 1990 года — художественный руководитель Тихоокеанского симфонического оркестра (Калифорния), во главе которого тесно сотрудничает с современными американскими композиторами, систематически проводит фестивали американской музыки с по-разному концептуализированными программами.
Одновременно в 1998—2004 годах — главный приглашённый дирижёр Симфонического оркестра Штутгартского радио, с которым, в частности, впервые записал все симфонии Эйтора Вилла Лобоса. Германская карьера Сент-Клера продолжилась в 2005—2008 годах на посту генеральмузикдиректора Веймара — руководителя Немецкого национального театра и Государственной капеллы, а в 2008—2010 годах он возглавлял Берлинскую комическую оперу. По мнению бывшего концертмейстера Тихоокеанского симфонического Эндре Граната, Сент-Клер

…испытал огромное влияние Курта Мазура — больше, чем кого бы то ни было ещё, больше, чем Бернстайна. У Сент-Клера исключительно тевтонский подход к музыке — он любит всё крупное, весомое, объёмное.— 
С 2014 года музыкальный руководитель Национального симфонического оркестра Коста-Рики.